# 湘中幼儿师范高等专科学校
湘中幼儿师范高等专科学校位于湖南省邵阳市大祥区，是湖南省一所高等专科大学。

## 沿革
学校于2017年4月经湖南省人民政府批准设立。学校是省市共管的全日制公办普通高等专科学校，是湖南省文明校园。
学校由原邵阳师范学校、武冈师范学校、邵阳教育学院、邵阳艺术学校四校合并升格而成。邵阳师范学校办学历史可以追溯到1898年“藤氏女塾”，师范教育可追溯到1903年，并于1991年教育部评为“全国优秀师范学校”。

## 院系专业
学校设有初等教育学院、学前教育学院、文学院、艺术学院、理学院、基础教育学院、马克思主义学院等7个学院。
学校有学前教育、早期教育、小学教育、小学语文教育、小学数学教育、小学英语教育、美术教育、音乐教育、体育教育、现代教育技术，婴幼儿托育服务与管理、体育艺术表演、戏曲表演、舞蹈表演、党务工作、视觉传达设计等16个专业。